# Koltur (Koltur)
Koltur és un petit nucli de població situat a la costa est de l'illa de Koltur, a les illes Fèroe. Forma part del municipi de Tórshavn, capital de l'arxipèlag. El 2021 no tenia cap habitant fix. Fins al 2020 era l'únic nucli habitat de l'illa.
El poble és un dels que se citen al document del segle xiv anomenat Hundabrævið, la carta dels gossos. Es tracta d'un text legal que pretenia regular la tinença de gossos a l'arxipèlag.

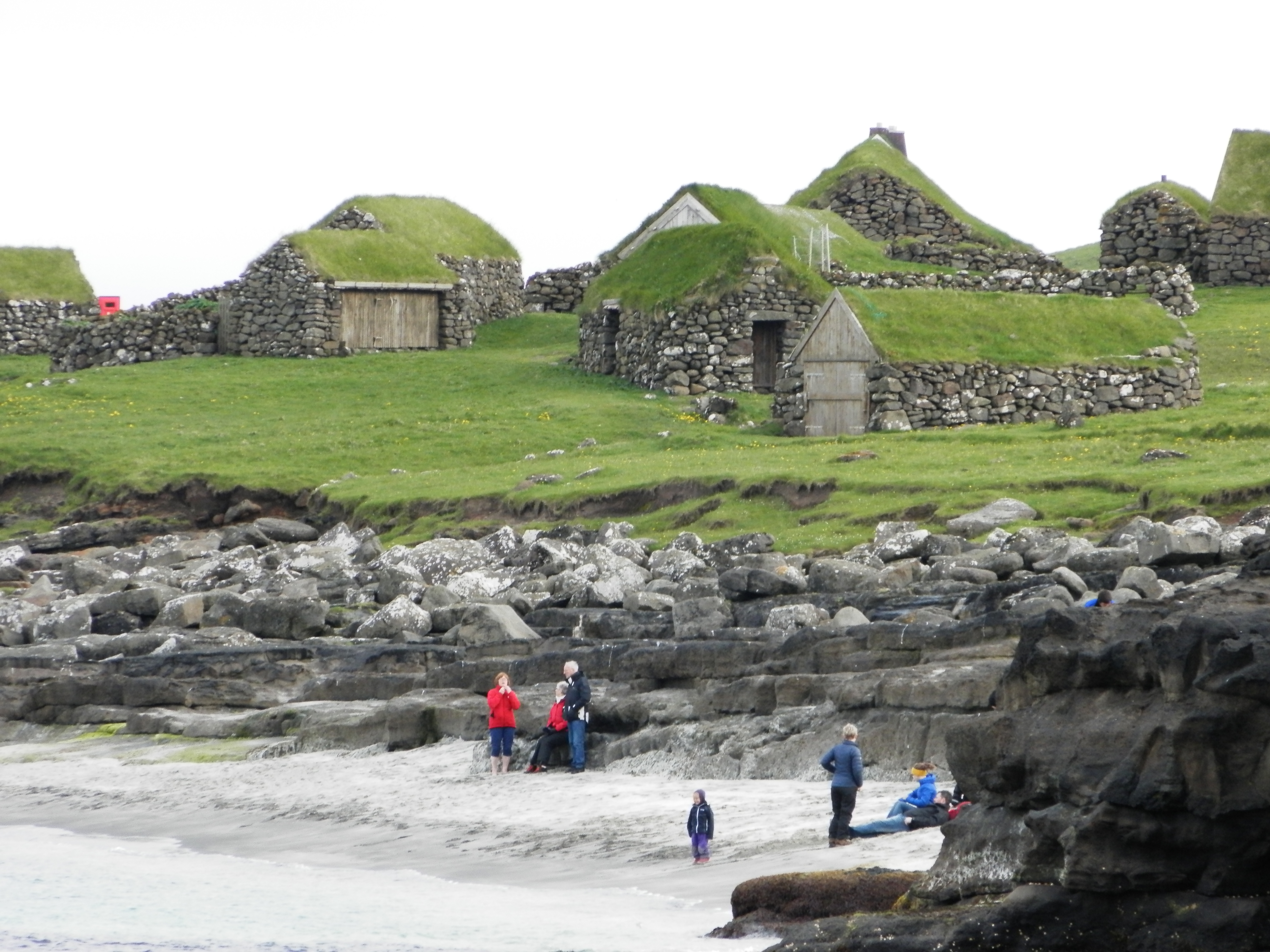
Platja de Koltur.

Durant molts anys només dues famílies van viure a Koltur. Aquestes dues famílies no es parlaven entre elles i al final ningú no en sabia la raó, ni tan sols les pròpies famílies en discòrdia.
Entre els anys 1989 i 1994 no hi va viure ningú al poble i, per tant, l'illa va quedar deshabitada. Tanmateix, el 1994 la família Patursson de Kirkjubøur s'hi va traslladar.
No hi ha cap ferri que visiti Koltur, només un helicòpter que arriba fins a l'illa tres cops per setmana.